# Erinnerungsmedaille an den Feldzug 1849
Die Erinnerungsmedaille an den Feldzug 1849, oder auch Medaille der Belagerung Roms, ist eine Auszeichnung des Kirchenstaates aus dem Jahr 1849.

## Geschichte
Sinn war die Erinnerung an den Feldzug in Oberitalien und Romagna. Mit dieser Medaille wurden Österreicher, Franzosen und Neapolitaner als Teilnehmer der Exekutionstruppen geehrt.
Stifter war der Papst Pius IX. im Jahr 1849. Die Ausgezeichneten erhielten vom Kardinal-Kriegsminister ein sogenanntes Besitzzeugnis, in dem Name des Geehrten, Name des Regimentes und der Hinweis zum Tragen und das Stiftungsjahr vermerkt wurde.

## Medaille
Die Medaille zeigt auf der Vorderseite die gekreuzten Schlüssel und die Tiara, die von einem Lorbeerkranz umschlossen werden. Die umlaufende Inschrift lautet SEDES APOSTOLICA ROMANA. Die Inschrift auf der Rückseite ist PIVS IX PONT. MAX. ROMAE RESTITVTVS CATHOLICIS ARMIS COLLATIS AN. MDCCCXLIX.
Die Medaille wurde in Gold, Silber und Bronze geprägt.
Das Band ist gelb mit weißen Rändern und nimmt die päpstlichen Farben auf.